# Mu Cassiopeiae
Mu Cassiopeiae (μ Cas / 30 Cassiopeiae / HD 6582 / HR 321) es una estrella binaria en la constelación de Casiopea de magnitud aparente +5,12. Recibe el nombre de Marfak, que comparte con θ Cassiopeiae. Se encuentra relativamente próxima al sistema solar, a 24,6 años luz de distancia.
Un rasgo destacado de Mu Cassiopeiae es su gran movimiento propio de 3,78 segundos de arco por año. Su velocidad relativa respecto al Sol es de 167 km/s, diez veces mayor que los valores habituales. La metalicidad del sistema de sólo el 15% de la solar, y la baja luminosidad de la estrella principal para su tipo espectral —un 44% de la del Sol—, permiten clasificar al sistema como una subenana clásica. Estas estrellas forman parte del halo galáctico que rodea el disco de la galaxia, y son estrellas muy antiguas de Población II. La edad de Mu Cassiopeiae se estima en 7900 millones de años.
Mu Cassiopeiae A, de tipo espectral G5VIp, tiene una masa aproximada de 0,60 masas solares. Su temperatura efectiva de 5297 K y su radio de 0,79 radios solares —calculado a partir de la medida directa de su diámetro angular— son comparables a los de estrellas de tipo K0V con mayor metalicidad como Alsafi (σ Draconis) o Gliese 75.
Mu Cassiopeiae B es una enana roja probablemente de tipo M5 que se mueve en una órbita excéntrica a una distancia de la estrella A comprendida entre 0,63 UA y 2,25 UA, empleando 21,75 años en completar una vuelta. Su luminosidad bolométrica apenas alcanza el 0,62% de la luminosidad solar.